# Saperda quercus ocellata
Saperda quercus ocellata es una subespecie de escarabajo longicornio del género Saperda, tribu Saperdini, subfamilia  Lamiinae. Fue descrita científicamente por Abeille de Perrin en 1895.

## Descripción
Mide 14-16 milímetros de longitud.

## Distribución
Se distribuye por Israel, Jordania, Palestina, Siria y Turquía.